# Église Saint-Étienne de Mulhouse
Ne doit pas être confondu avec Temple Saint-Étienne de Mulhouse.
Pour les articles homonymes, voir Église Saint-Étienne.
L'église Saint-Étienne de Mulhouse est un lieu de culte catholique située place de la paix à Mulhouse, en Alsace. Elle a été construite en 1859 et est membre de la Communauté de Paroisses catholiques des Portes de Mulhouse. Depuis septembre 2021, elle est dirigée par un curé et deux vicaires membres de la communauté Saint-Martin.

## Historique

### L'église médiévale
L'origine de l'église Saint-Étienne est très ancienne. Un nouvel édifice de style roman est consacré en 1186. En 1351, le chœur, reconstruit dans le style gothique, est à son tour consacré. Les collatéraux sont reconstruits en 1504. La tour est surélevée en 1510.

### L'église catholique devient protestante
En 1523, la ville de Mulhouse passe au protestantisme, les catholiques dont la pratique religieuse est interdite sont alors chassés de l'église Saint-Étienne qui devient un lieu de culte réformé. La tour est dotée d'un bulbe baroque en 1707. L'édifice, vétuste, est détruit en 1858, et le temple protestant Saint-Etienne de Mulhouse est construit à son emplacement, en réutilisant certaines pierres,.

### L'église actuelle
En 1840, le conseil municipal décide de construire un nouvel édifice dans la ville, qui sera catholique. Les plans néogothiques sont réalisés par l'architecte de la ville, Jean-Baptiste Schacre, comme pour le temple et la synagogue de Mulhouse. La première pierre est posée en 1855. L'église est consacrée en 1860 par l'archevêque de Strasbourg,. La décoration intérieure se poursuit jusqu'en 1895.
L'église est classée au titre des monuments historiques depuis 2007.